# Mario Bros.
Mario Bros. (яп. マリオブラザーズ Марио Бурадза:дзу, рус. Братья Марио) — платформенная аркада, выпущенная Nintendo для игровых автоматов в 1983 году и портированная позднее на многие игровые консоли. Главный герой пришёл в эту игру из другого популярного платформера от Nintendo — Donkey Kong, где его звали не Марио, а Прыгун, и был он не водопроводчиком, а плотником. Также в игре впервые появляются такие персонажи как брат Марио — Луиджи и черепахи Купа.

## Игровой процесс

Оригинальная версия Mario Bros. для аркадных автоматов

Mario Bros. — двухмерный платформер. Всё действие происходит на одном экране.
Цель игры — уничтожить всех врагов появляющихся на уровне. Марио и Луиджи могут двигаться влево и вправо, а также прыгать . Главный способ атаковать врагов — подпрыгивать, ударяя снизу поднятой рукой платформу, по которой в этот момент движется противник. После такой атаки враг переворачивается на спину и на некоторое время остаётся без движения (находится в оглушённом состоянии). Нужно успеть добраться до него и выпнуть с уровня, пока противник не успел перевернуться и встать на ноги. Если удаётся успеть это сделать, противник окончательно выходит из строя, падает за нижний край экрана и, судя по появляющемуся фонтанчику синих брызг, тонет в воде. Если нет — враг приходит в сознание и ускоряется, при этом меняется его цвет. Если игрок повторно подбивает врага и снова не успевает пнуть его, враг ещё раз ускоряется, но это будет уже предельная для него скорость (также этот «максимальный уровень» автоматически приобретает последний враг, (кроме мухи) оставшийся на уровне). Если ударить снизу уже оглушённого врага, то он сразу очнётся, но при этом он не ускорится.
При уничтожении врага из трубы появляется монета, поймав которую игрок получает дополнительные очки. При наборе достаточного количества очков игроку даётся дополнительная «жизнь».
Также игрок может использовать «POW» (сокращ. «POWER» — мощность) — блок в центре игрового поля, от удара по которому все стоящие на платформах враги переворачиваются, как от удара (не действует на врагов, находящихся в воздухе на момент удара, например, на мух, когда они подлетели). В том случае, если противник в этот момент уже «оглушён» ударом, он возвращается в «активное» состояние (при этом он не ускоряется). Фактически бонус позволяет подбить все платформы сразу, в том числе и пол, на котором атаковать соперника уже невозможно. «POW» можно использовать только трижды; количество оставшихся раз переходит между обычными уровнями, восстанавливается во время бонусных.
Примерно каждые 5 уровней игрокам предлагается сыграть в бонусную игру — на этом уровне нет врагов, а есть лишь монеты, которые нужно собрать за ограниченное время. Если игроку удаётся собрать все монеты, то помимо их стоимости он получает дополнительные очки, если нет — только стоимость собранных монет.

## Портированные версии и наследники

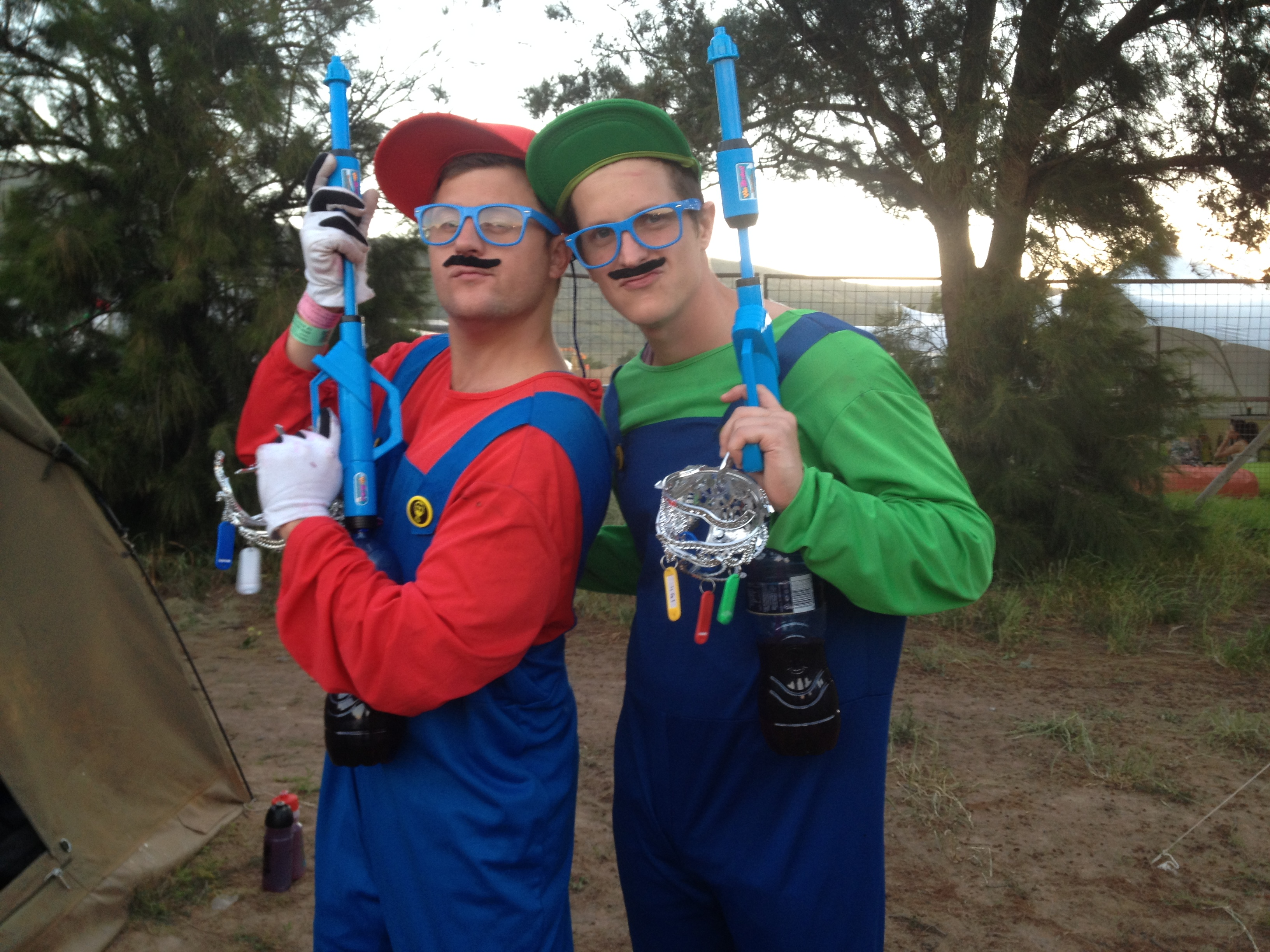
Версия игры для популярной игровой приставки NES

Игра вышла в 1983 году, в разгар кризиса игровой индустрии. И хотя аркадный автомат пользовался успехом, версии игры для игровых приставок Atari 2600 и Atari 5200 признания игроков не получили. Тем не менее в 1983 году рынок домашних компьютеров испытывал существенный подъём и игра была портирована на многие персональные компьютеры. Так, Mario Bros. успешно продавалась в виде версий для популярных компьютеров того времени: Apple II, Atari 400/800, ZX Spectrum, Commodore 64. Интересно, что для Commodore 64 было создано две версии игры — одна от Atarisoft, которая так и не была выпущена в продажу, и версия, созданная в 1986 году компанией Ocean Software.
Кроме того, новые поколения домашних игровых систем, появлявшиеся позднее, обычно имели в библиотеке игр Mario Bros. Так были созданы версии игры для Amstrad CPC и весьма популярной игровой приставки Nintendo Entertainment System (NES). Вдобавок игра была выпущена для некоторых современных игровых приставок. Так, в Mario Bros. можно поиграть на игровых приставках Nintendo Wii, Nintendo Wii U и Nintendo Switch, а также на портативной Nintendo 3DS, с помощью сервиса Virtual Console.
Версия игры под названием Kaettekita Mario Bros. была выпущена в Японии для Family Computer Disk System, с добавленными возможностями и изменениями в игровом процессе. Она также включает в себя кат-сцены и рекламу, спонсором которой выступила продовольственная компания Nagatanien. Игра была доступна только в рамках рекламной акции Disk Writer.
Игра послужила началом для знаменитой серии платформеров о приключениях братьев Марио. Тем не менее оригинальная игра также получила развитие. Hudson Soft выпустила два продолжения оригинальных Mario Bros. И если Mario Bros. Special является по большому счёту ремейком оригинальной игры, то в Punch Ball Mario Bros. появилось множество новшеств, в первую очередь обновлённая игровая механика. В 1995 году Nintendo выпустила сиквел к оригинальным братьям Марио — игру Mario Clash для игровой приставки Virtual Boy. Между прочим, Mario Clash является первой трёхмерной игрой в серии Марио-игр.
Принцип игры используется в более поздних играх из серии Марио: в Super Mario Bros. 3 — мини-игра для двух игроков, в Mario’s Time Machine — комната с машиной времени.